# バイチャイ橋
バイチャイ橋（バイチャイばし、ベトナム語：Cầu Bãi Cháy）は、ベトナムクアンニン省ハロン市のホンガイ坊とバイチャイ坊とを結ぶハロン湾に架かる橋である。日本のODA特別円借款により建設された。ハノイと西北部地方を結ぶ国道18号線のほぼ中央に位置し、クアルク海峡に架かる橋梁である。

## 経緯
ホンガイとバイチャイの2つの地区を行き来するにはフェリーを利用するしかなく、朝夕のラッシュ時は人と車で大混雑を繰り返してきた中、全長903メートルの巨大吊り橋が、清水建設や三井住友建設などの日本企業を主体とする共同プロジェクトにより建設された。ベトナムで初めての1面吊りPC斜張橋で、当時世界最大支間（現在、64位）として土木学会田中賞を受賞した。